# Eurya auriformis
Eurya auriformis är en tvåhjärtbladig växtart som beskrevs av Ho Tseng Chang. Eurya auriformis ingår i släktet Eurya och familjen Pentaphylacaceae. Inga underarter finns listade i Catalogue of Life.